# Intoxicació per diòxid de carboni
|  | No s'ha de confondre amb hipòxia o asfíxia. |

La intoxicació per diòxid de carboni és provocada per una exposició a altes concentracions de diòxid de carboni. A la troposfera, la concentració de diòxid de carboni és al voltant del 0,04 %. En humans, una concentració major del 2% pot començar a desenvolupar símptomes i per sobre del 10 % pot arribar a provocar la mort. Aquest tipus d'intoxicació és utilitzada per sacrificar animals, en la ramaderia i en l'eliminació de plagues.

## Mecanismes de toxicitat
L'increment del diòxid de carboni altera la capacitat amortidora de les cèl·lules, la qual cosa canvia el pH cel·lular. En conseqüència, l'homeòstasi normal de la cèl·lula es veu alterada amb l'activació de l'ATPasa i el desenvolupament d'hipocalèmia. A mesura que augmenta la concentració de diòxid de carboni, els sistemes d'amortiment normals es descomponen provocant acidosi i un augment de la concentració de potassi. En presència del diòxid de carboni, els pèptids, les proteïnes i els aminoàcids formen carbamats, la qual cosa podria explicar la neurotoxicitat.

## Símptomes
En humans, una concentració major del 2% pot produir mal de cap, mareig, suor o dispnea. Per sobre del 5 % pot desenvolupar hipercàpnia i acidosi respiratòria, amb hiperventilació, taquicàrdia o augment del mareig. Concentracions superiors al 10 % poden provocar ensopiment, convulsions, coma o mort. Per sobre del 30 % produeix el coma en qüestió de segons.

## Causes
Treballar amb diòxid de carboni o exposar-s'hi pot ser perillós, especialment en zones tancades mal ventilades. El diòxid de carboni és un gas incolor, inodor i no inflamable que s'acumula prop el sòl (és 1,5 vegades més pesat que l'aire), desplaçant l'oxigen de la zona en ambients tancats. S'han documentat víctimes mortals en bodegues de vaixells, botes de cellers, en la producció de farratge, en la indústria de les aigües residuals, en l'ús d'extintors de diòxid de carboni o per la sublimació del gel sec. També poden provocar intoxicacions les erupcions de gasos volcànics amb altes concentracions d'aquest gas.

### En animals no-humans
La normativa de la Unió Europea, relativa a la ramaderia, permet intoxicar amb diòxid de carboni porcs, mustèlids, xinxilles i aviram com a mètode de sacrifici o atordiment previ al sacrifici. En el mètode de "concentracions altes", els animals han de ser exposats a concentracions superiors al 40 % (aviram, excepte ànecs i oques) o 80 % (porcs, mustèlids i xinxilles) de manera directa o progressiva. En porcs, la intoxicació no produeix forçosament la mort i ha d'anar seguida del sagnat. El mètode de "dues fases", que és permès només en aviram, consisteix a exposar els animals a concentracions no superiors al 40 % de diòxid de carboni en una primera fase. Una vegada els animals hagin perdut la consciència, en la segona fase, s'ha d'augmentar la concentració de diòxid de carboni.
La intoxicació per diòxid de carboni també és utilitzada per matar animals considerats plagues. S'utilitza per eliminar oques al voltant d'aeroports o com a insecticida per diverses espècies d'artròpodes amb bombolles de fumigació. Durant el 2009 i 2019 també va ser autoritzat per l'Agència Europea de Productes Químics com a rodenticida.

## Tolerància al diòxid de carboni
La tolerància al diòxid de carboni presenta una àmplia variabilitat. S'han observat persones amb símptomes amb una concentració de CO₂ a la sang d'entre 0.055 i 0.085 atm. (41.8–64.6 mmHg). La tolerància disminueix amb l'edat i probablement els fumadors tinguin més tolerància per l'habituació del cos a majors concentracions pel fum del tabac.

## Precaucions
Quan s'utilitza el diòxid de carboni com a avicida, l'Agència Europea de Productes Químics considera que les persones que buiden i re-emplenen els contenidors on es maten les aus amb aquest gas han de seguir quatre indicacions per evitar intoxicar-se. Primer, que la ventilació del contenidor sigui adequada, segon, que es monitoritzin les concentracions de {\displaystyle {\ce {CO2}}}, tercer, que s'accedeixi al contenidor quan els nivells de {\displaystyle {\ce {CO2}}} siguin inferiors al 0,5 %, i quart, que s'utilitzi un equip de respiració autònom en cas que se superi el valor de 1,5 %.

## Diagnosi
La diagnosi de la intoxicació per diòxid de carboni es basa, en primer lloc, en investigar l'escena i les circumstàncies al voltant de la víctima. Les anàlisis de sang mostren alts nivells de diòxid de carboni. En alguns casos, també s'han descrit canvis isquèmics de l'ECG (canvis del segment ST i inversió de l'ona T). També poden presentar cremades, en cas que s'hagin intoxicat per contacte amb gel sec. Al Camerun es van associar eritemes cutanis i bullae al contacte amb diòxid de carboni després d'erupcions de gasos volcànics, tot i que no s'han trobat en cap altre cas que no hi hagi hagut contacte simultani amb altres gasos àcids.

## Tractament
El tractament de la intoxicació per diòxid de carboni consisteix en apartar immediatament el ferit de l'ambient tòxic, administrar-li oxigen i cures de suport. En casos extrems, pot ser necessària la ventilació mecànica. Pel que fa a les concentracions d'oxigen, no hi ha consens. Estudis fets amb rates i humans recomanen tant concentracions normals com altes.